# NGC 5126
NGC 5126 é uma galáxia espiral (S0-a) localizada na direcção da constelação de Centaurus. Possui uma declinação de -30° 20' 01" e uma ascensão recta de 13 horas, 24 minutos e 53,4 segundos.
A galáxia NGC 5126 foi descoberta em 6 de Maio de 1834 por John Herschel.